# Saint-Julien-Beychevelle
Pour les articles homonymes, voir Saint-Julien.
Saint-Julien-Beychevelle est une commune du Sud-Ouest de la France, située dans le département de la Gironde, en région Nouvelle-Aquitaine.

## Géographie

### Localisation
Commune située dans le Médoc, dans le vignoble de Saint-Julien, sur la rive ouest de l'estuaire de la Gironde.

### Communes limitrophes
Les communes de Saint-Androny, Saint-Genès-de-Blaye et Blaye sont sur la rive droite de l'estuaire de la Gironde. La limite communale passe entre le Vasard de Beychevelle et l'île Bouchaud, qui appartient à Saint-Genès-de-Blaye. La partie amont de cette île, appelée île Nouvelle, appartient à Blaye.

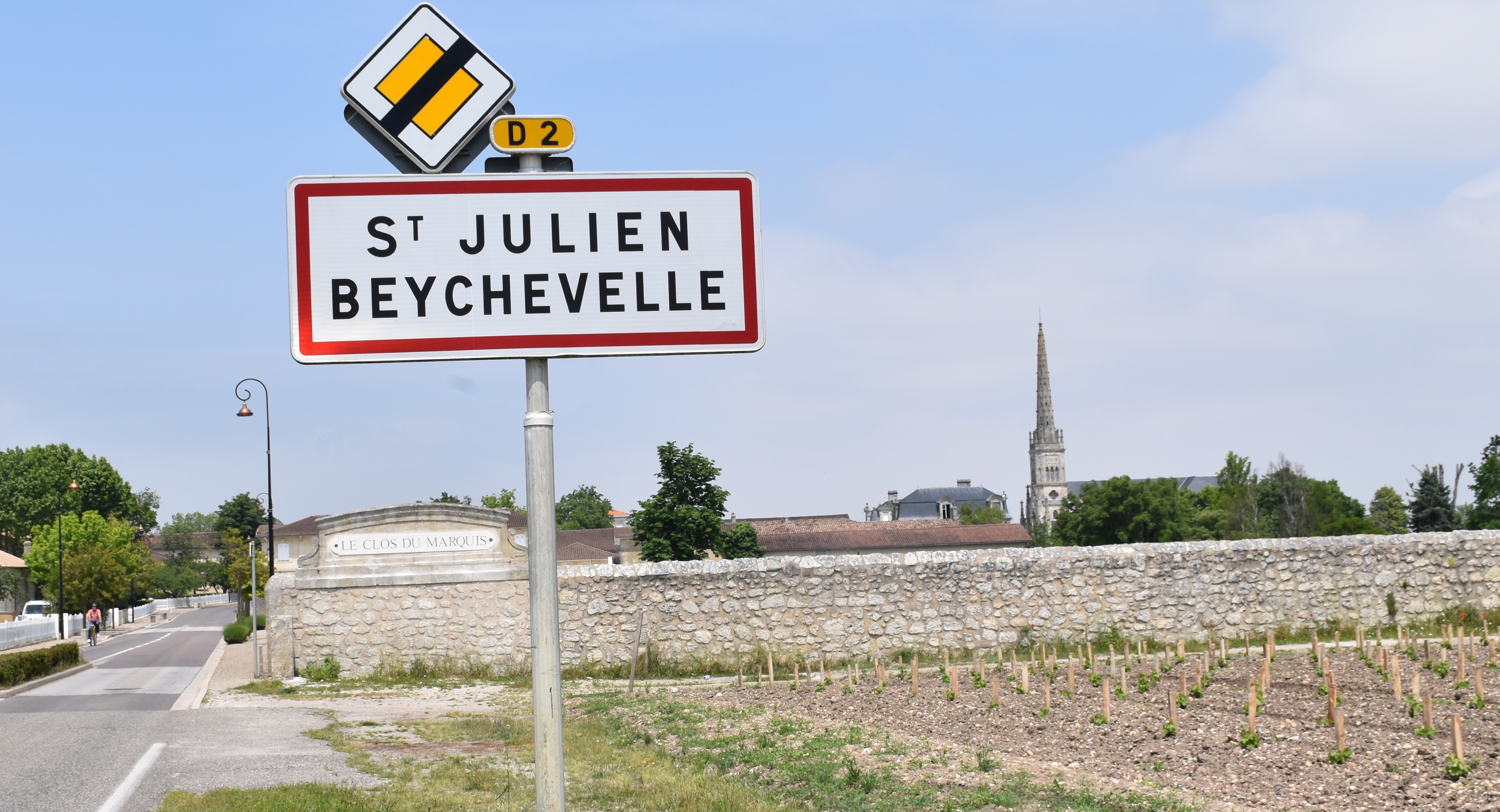
Une entrée de la commune.

|                     | Pauillac                 | Saint-Androny              |
| Saint-Laurent-Médoc | Saint-Julien-Beychevelle | Saint-Genès-de-Blaye       |
|                     | Cussac-Fort-Médoc        | Blaye (par un quadripoint) |

### Climat
Pour des articles plus généraux, voir Climat de la Nouvelle-Aquitaine et Climat de la Gironde.
Historiquement, la commune est exposée à un climat océanique aquitain.  
En 2020, Météo-France publie une typologie des climats de la France métropolitaine dans laquelle la commune est exposée à un climat océanique et est dans la région climatique  Littoral charentais et aquitain, caractérisée par une pluviométrie élevée en automne et en hiver, un bon ensoleillement, des hiver doux (6,5 °C), soumis à la brise de mer.
Pour la période 1971-2000, la température annuelle moyenne est de 13,4 °C, avec une amplitude thermique annuelle de 14,6 °C. Le cumul annuel moyen de précipitations est de 849 mm, avec 12 jours de précipitations en janvier et 6,3 jours en juillet. Pour la période 1991-2020, la température moyenne annuelle observée sur la station météorologique la plus proche, située sur la commune de Pauillac à 4 km à vol d'oiseau, est de 14,0 °C et le cumul annuel moyen de précipitations est de 857,0 mm,. Pour l'avenir, les paramètres climatiques de la commune estimés pour 2050 selon différents scénarios d’émission de gaz à effet de serre sont consultables sur un site dédié publié par Météo-France en novembre 2022.

## Urbanisme

### Typologie
Au 1er janvier 2024, Saint-Julien-Beychevelle est catégorisée commune rurale à habitat dispersé, selon la nouvelle grille communale de densité à sept niveaux définie par l'Insee en 2022.
Elle est située hors unité urbaine et hors attraction des villes,.
La commune, bordée par l'estuaire de la Gironde, est également une commune littorale au sens de la loi du 3 janvier 1986, dite loi littoral. Des dispositions spécifiques d’urbanisme s’y appliquent dès lors afin de préserver les espaces naturels, les sites, les paysages et l’équilibre écologique du littoral, tel le principe d'inconstructibilité, en dehors des espaces urbanisés, sur la bande littorale des 100 mètres, ou plus si le plan local d’urbanisme le prévoit.

### Occupation des sols

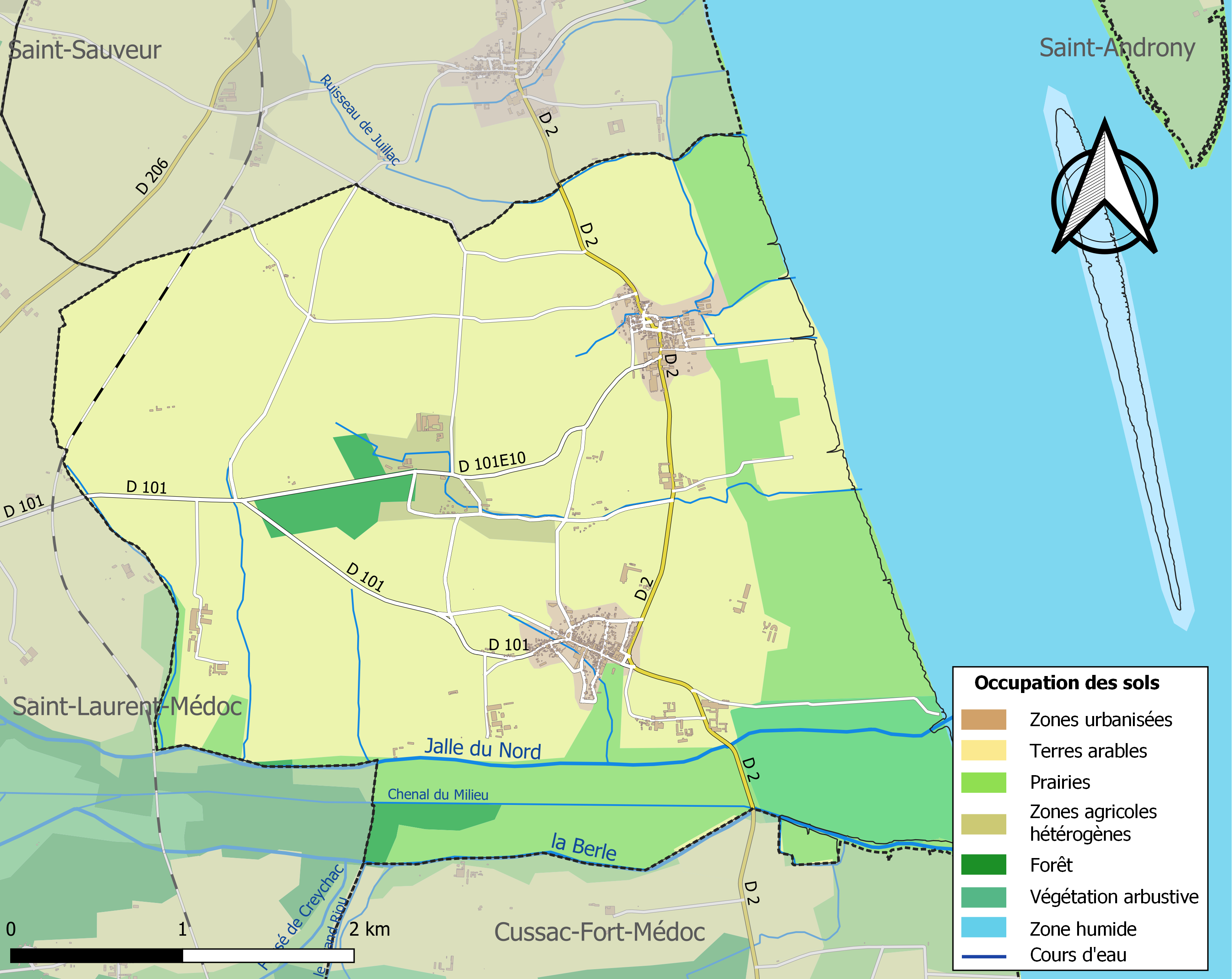
Carte des infrastructures et de l'occupation des sols de la commune en 2018 (CLC).

L'occupation des sols de la commune, telle qu'elle ressort de la base de données européenne d’occupation biophysique des sols Corine Land Cover (CLC), est marquée par l'importance des territoires agricoles (55,9 % en 2018), en diminution par rapport à 1990 (61,2 %). La répartition détaillée en 2018 est la suivante : 
cultures permanentes (40,2 %), eaux maritimes (34,1 %), prairies (12,2 %), milieux à végétation arbustive et/ou herbacée (3,9 %), zones humides intérieures (2,5 %), terres arables (2,2 %), zones urbanisées (2,1 %), forêts (1,6 %), zones agricoles hétérogènes (1,3 %). L'évolution de l’occupation des sols de la commune et de ses infrastructures peut être observée sur les différentes représentations cartographiques du territoire : la carte de Cassini (XVIIIe siècle), la carte d'état-major (1820-1866) et les cartes ou photos aériennes de l'IGN pour la période actuelle (1950 à aujourd'hui).

### Risques majeurs
Le territoire de la commune de Saint-Julien-Beychevelle est vulnérable à différents aléas naturels : météorologiques (tempête, orage, neige, grand froid, canicule ou sécheresse), inondations et séisme (sismicité très faible). Il est également exposé à un risque technologique, le risque nucléaire. Un site publié par le BRGM permet d'évaluer simplement et rapidement les risques d'un bien localisé soit par son adresse soit par le numéro de sa parcelle.

#### Risques naturels

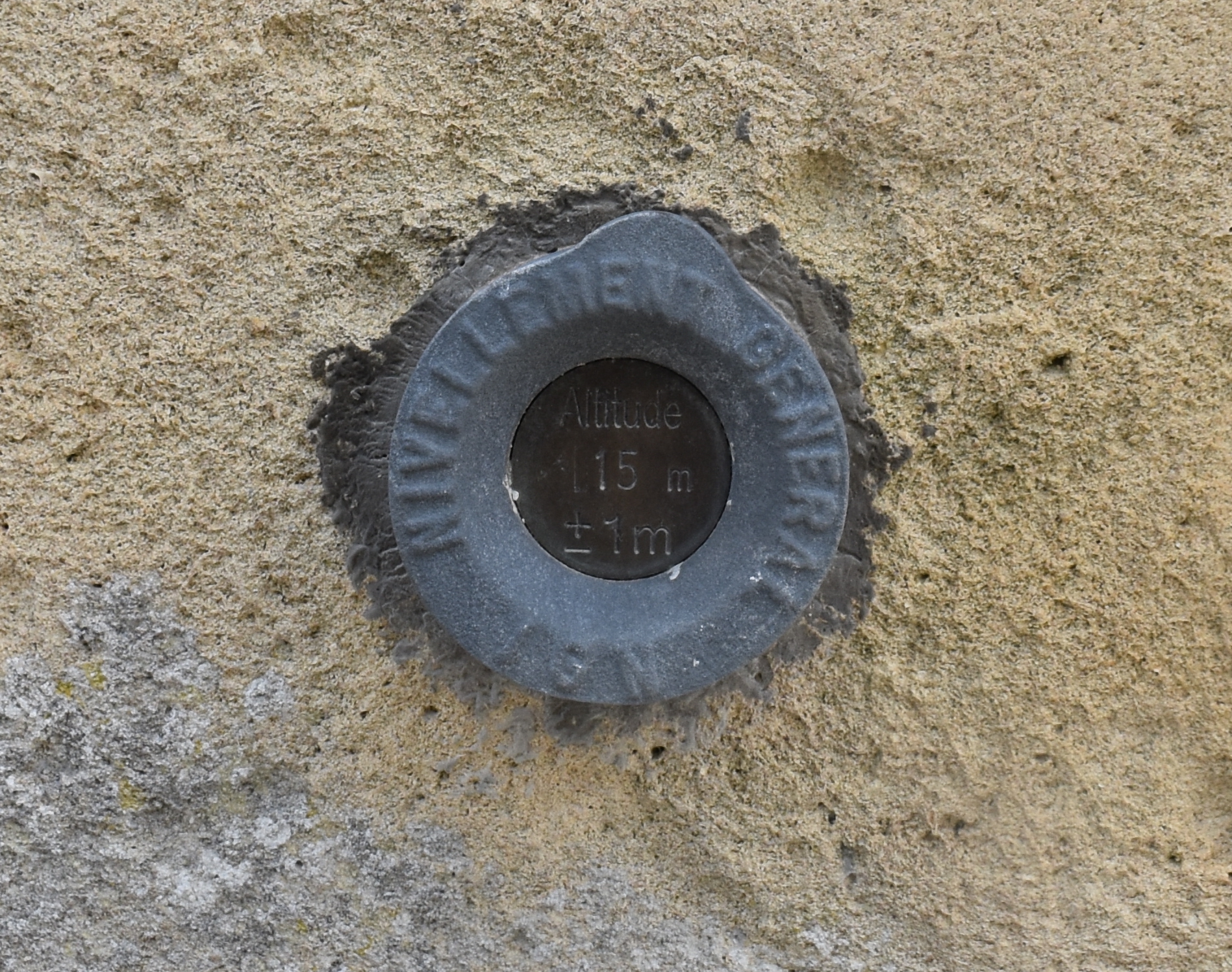
Borne de nivellement sur l'église - Altitude 15 m.

Certaines parties du territoire communal sont susceptibles d’être affectées par le risque d’inondation par débordement de cours d'eau, notamment la Jalle du Nord et la Berle. La commune a été reconnue en état de catastrophe naturelle au titre des dommages causés par les inondations et coulées de boue survenues en 1982, 1988, 1999 et 2009,.

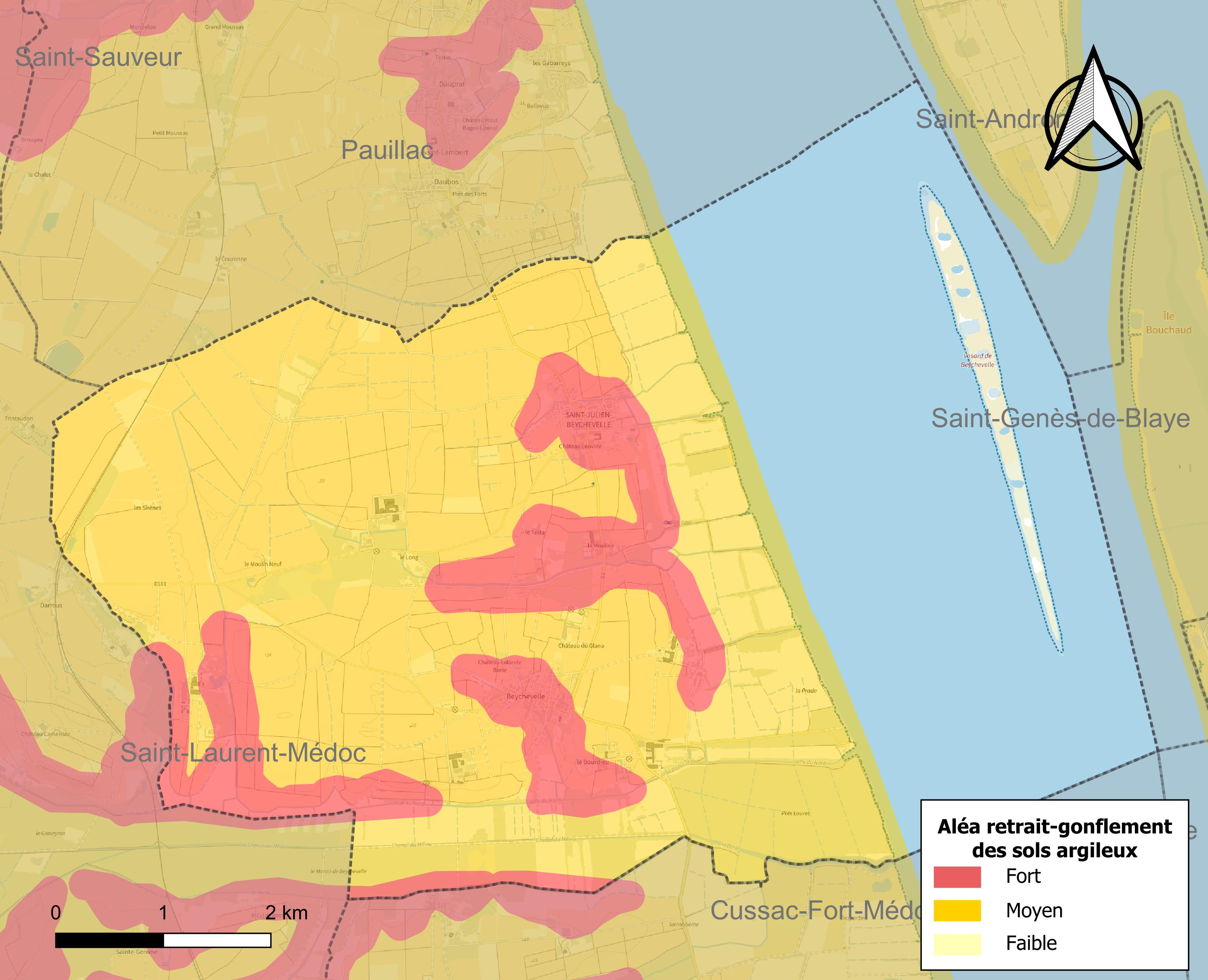
Carte des zones d'aléa retrait-gonflement des sols argileux de Saint-Julien-Beychevelle.

Le retrait-gonflement des sols argileux est susceptible d'engendrer des dommages importants aux bâtiments en cas d’alternance de périodes de sécheresse et de pluie. 65 % de la superficie communale est en aléa moyen ou fort (67,4 % au niveau départemental et 48,5 % au niveau national). Sur les 350 bâtiments dénombrés sur la commune en 2019,  350 sont en aléa moyen ou fort, soit 100 %, à comparer aux 84 % au niveau départemental et 54 % au niveau national. Une cartographie de l'exposition du territoire national au retrait gonflement des sols argileux est disponible sur le site du BRGM,.
Concernant les mouvements de terrains, la commune a été reconnue en état de catastrophe naturelle au titre des dommages causés par des mouvements de terrain en 1999.

#### Risques technologiques
La commune étant située totalement dans le périmètre du plan particulier d'intervention (PPI) de 20 km autour de la centrale nucléaire du Blayais, elle est exposée au risque nucléaire. En cas d'accident nucléaire, une alerte est donnée par différents médias (sirène, sms, radio, véhicules). Dès l'alerte, les personnes habitant dans le périmètre de 2 km se mettent à l'abri. Les personnes habitant dans le périmètre de 20 km peuvent être amenées, sur ordre du préfet, à évacuer et ingérer des comprimés d’iode stable,,.

## Toponymie
En occitan, le nom de la commune est Sent Julian Vaisherèla.
Ses habitants sont appelés les Beychevellois.

## Histoire

### Carte de Cassini
|  |

La carte de Cassini ci-dessus montre qu'au milieu du XVIIIe siècle, Saint-Julien qui était nommée Saint-Julien de Regnac était une paroisse alors que Beychevelle était un hameau.
Le secteur était déjà planté de nombreuses vignes au milieu desquelles sont représentées les habitations des vignerons.
Il y a également des moulins à vent en pierre et des châteaux.

## Politique et administration

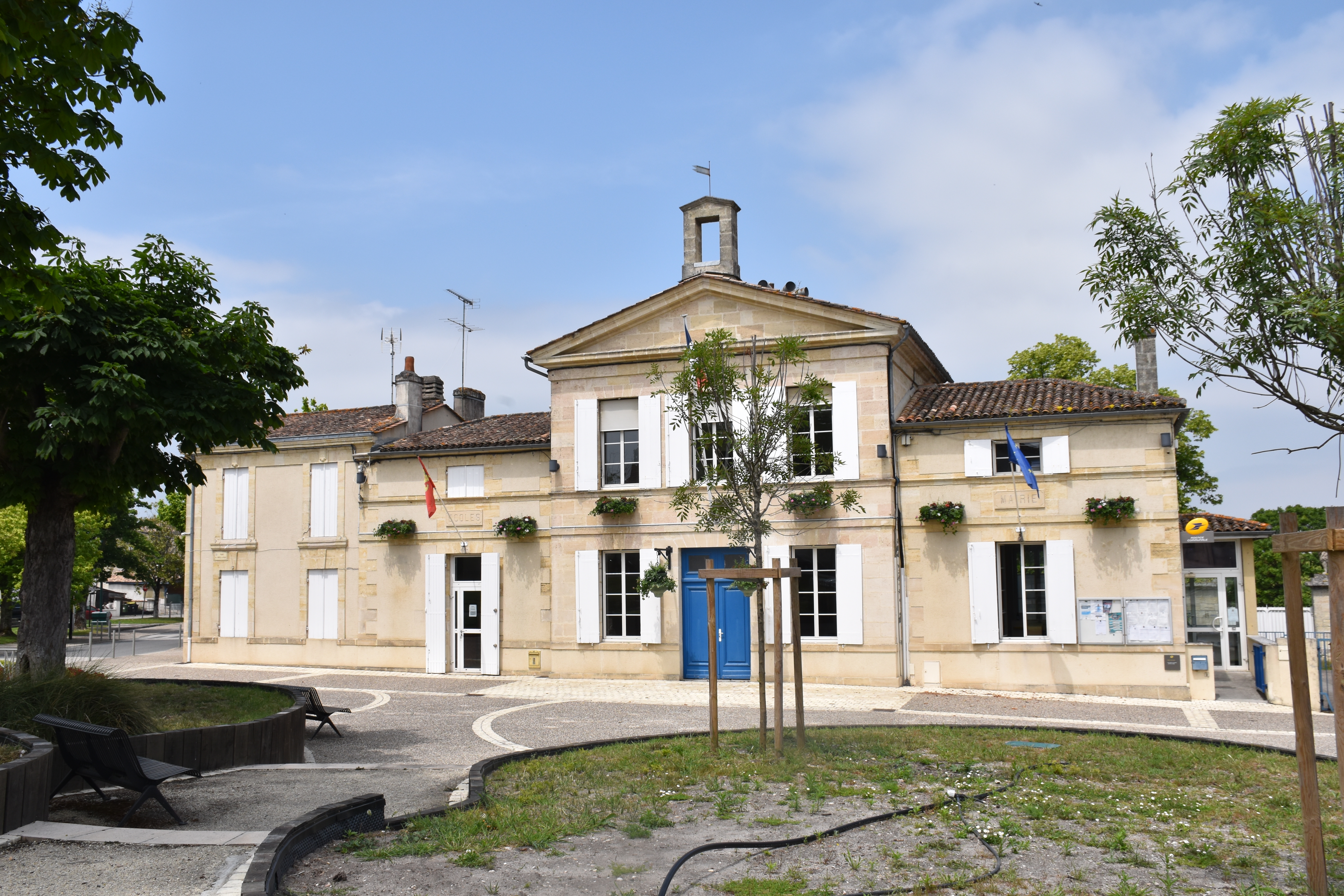
La mairie.

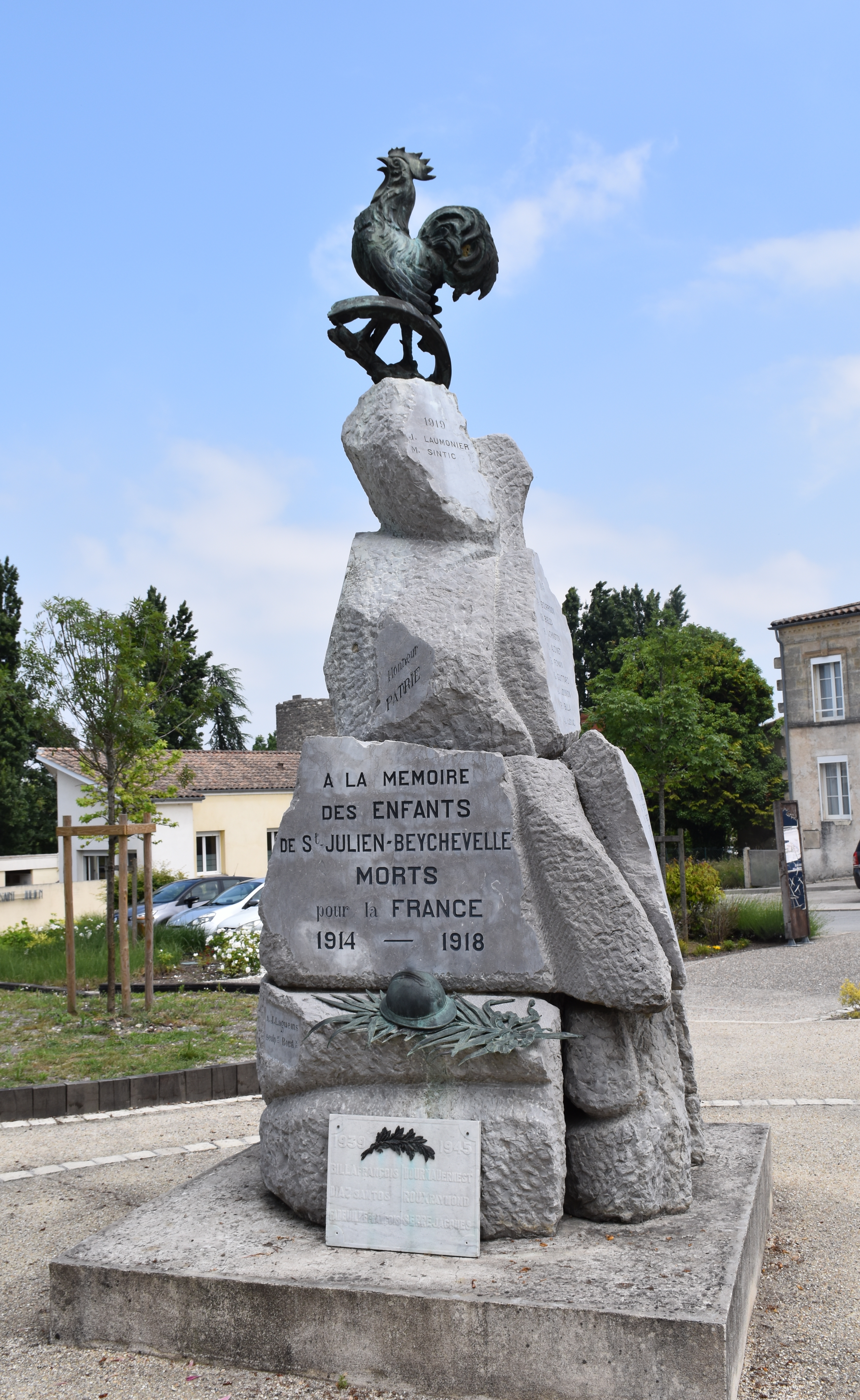
Le monument aux morts.

### Liste des maires
| Période                                  | Période  | Identité       | Étiquette | Qualité  |
| ---------------------------------------- | -------- | -------------- | --------- | -------- |
| mars 2001                                | En cours | Lucien Bressan |           | Retraité |
| Les données manquantes sont à compléter. |          |                |           |          |

### Jumelages
Gaiole in Chianti (Italie) depuis 1979

## Démographie
L'évolution du nombre d'habitants est connue à travers les recensements de la population effectués dans la commune depuis 1793. Pour les communes de moins de 10 000 habitants, une enquête de recensement portant sur toute la population est réalisée tous les cinq ans, les populations de référence des années intermédiaires étant quant à elles estimées par interpolation ou extrapolation. Pour la commune, le premier recensement exhaustif entrant dans le cadre du nouveau dispositif a été réalisé en 2004.

En 2022, la commune comptait 621 habitants, en évolution de +5,79 % par rapport à 2016 (Gironde : +6,91 %, France hors Mayotte : +2,11 %).
| 1793  | 1800  | 1806  | 1821 | 1831  | 1836  | 1841  | 1846  | 1851  |
| ----- | ----- | ----- | ---- | ----- | ----- | ----- | ----- | ----- |
| 1 507 | 1 047 | 1 124 | 899  | 1 226 | 1 310 | 1 379 | 1 419 | 1 468 |

| 1856  | 1861  | 1866  | 1872  | 1876  | 1881  | 1886  | 1891  | 1896  |
| ----- | ----- | ----- | ----- | ----- | ----- | ----- | ----- | ----- |
| 1 381 | 1 488 | 1 568 | 1 586 | 1 667 | 1 805 | 1 847 | 1 911 | 1 967 |

| 1901  | 1906  | 1911  | 1921  | 1926  | 1931  | 1936  | 1946  | 1954  |
| ----- | ----- | ----- | ----- | ----- | ----- | ----- | ----- | ----- |
| 1 872 | 1 745 | 1 607 | 1 416 | 1 272 | 1 217 | 1 149 | 1 131 | 1 184 |

| 1962  | 1968  | 1975  | 1982  | 1990 | 1999 | 2004 | 2006 | 2009 |
| ----- | ----- | ----- | ----- | ---- | ---- | ---- | ---- | ---- |
| 1 165 | 1 216 | 1 160 | 1 006 | 873  | 798  | 745  | 739  | 683  |

| 2014 | 2019 | 2022 | - | - | - | - | - | - |
| ---- | ---- | ---- | - | - | - | - | - | - |
| 621  | 611  | 621  | - | - | - | - | - | - |

## Culture locale et patrimoine

### Lieux et monuments
- L'église Saint-Julien de Saint-Julien-Beychevelle. Elle est inscrite à l'Inventaire général du patrimoine culturel[28].

L'église Saint-Julien 

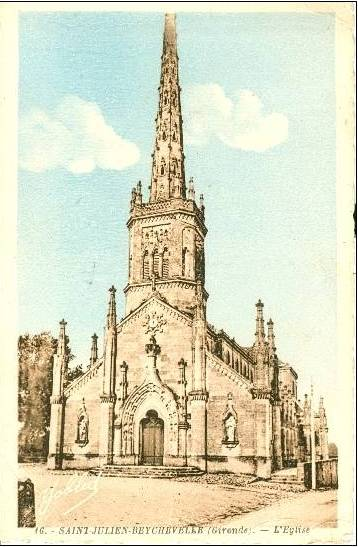
Carte postale de l'église vers 1910.
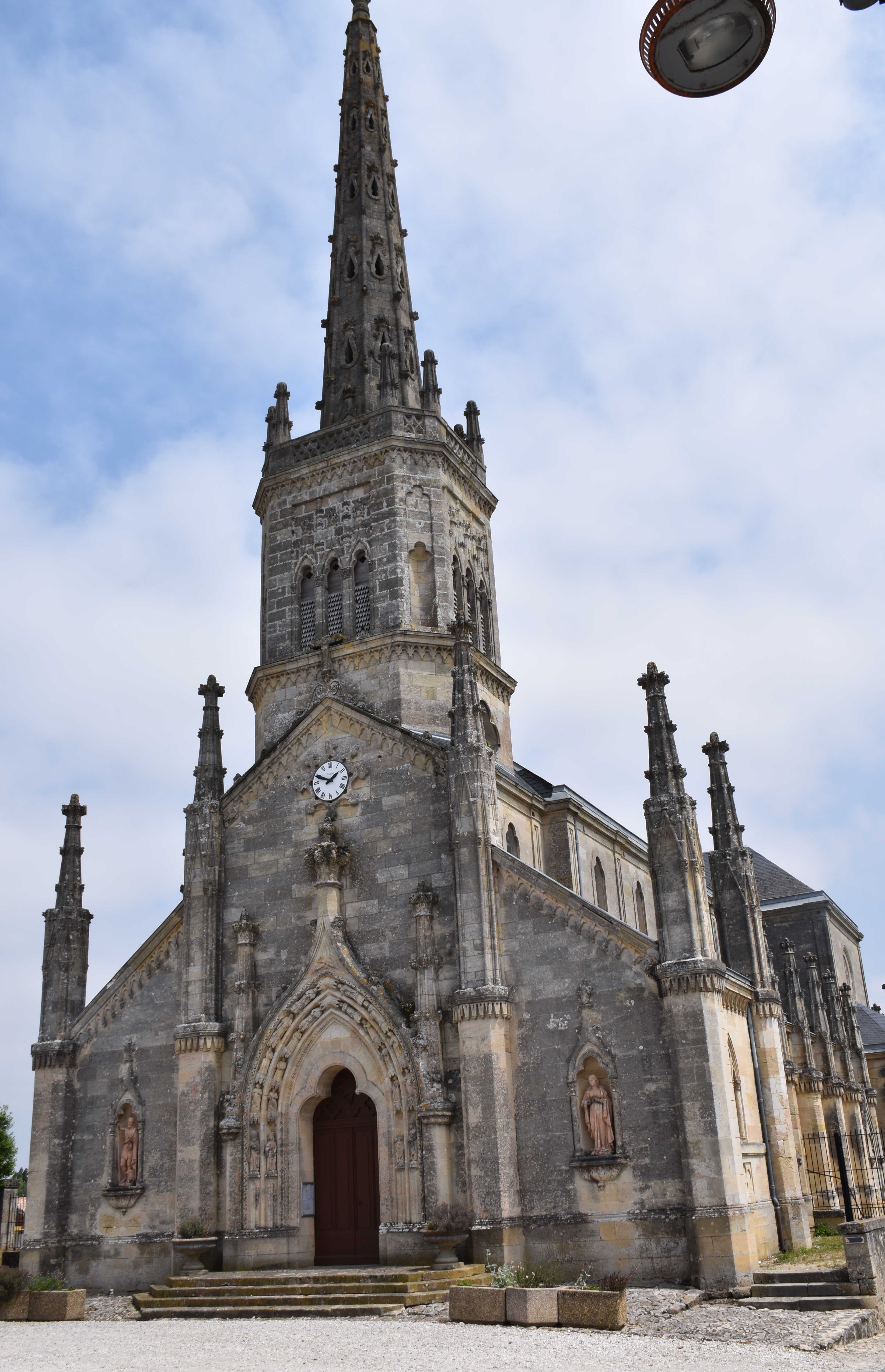
Vue de la façade ebn 2023.
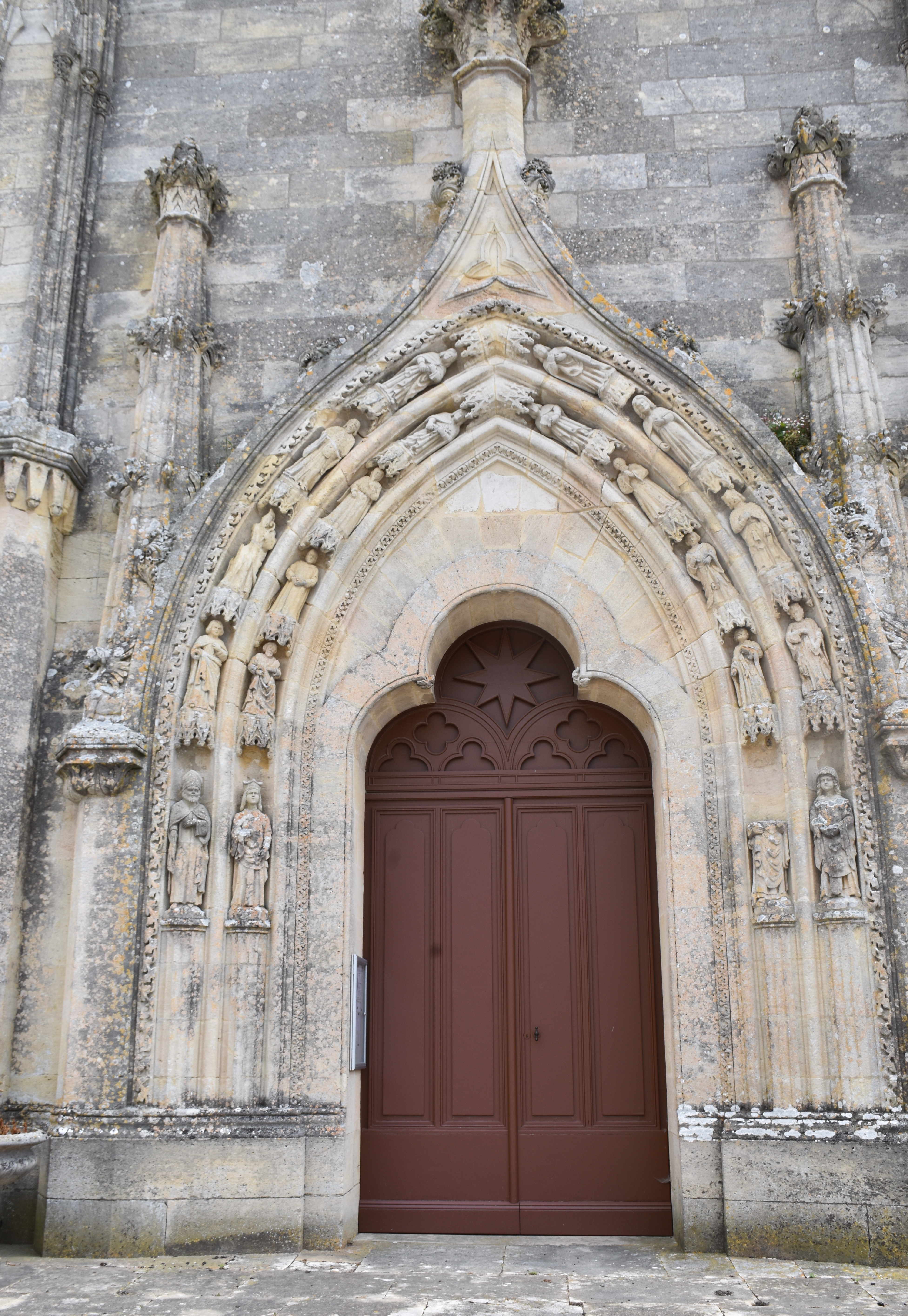
Vue du porche.
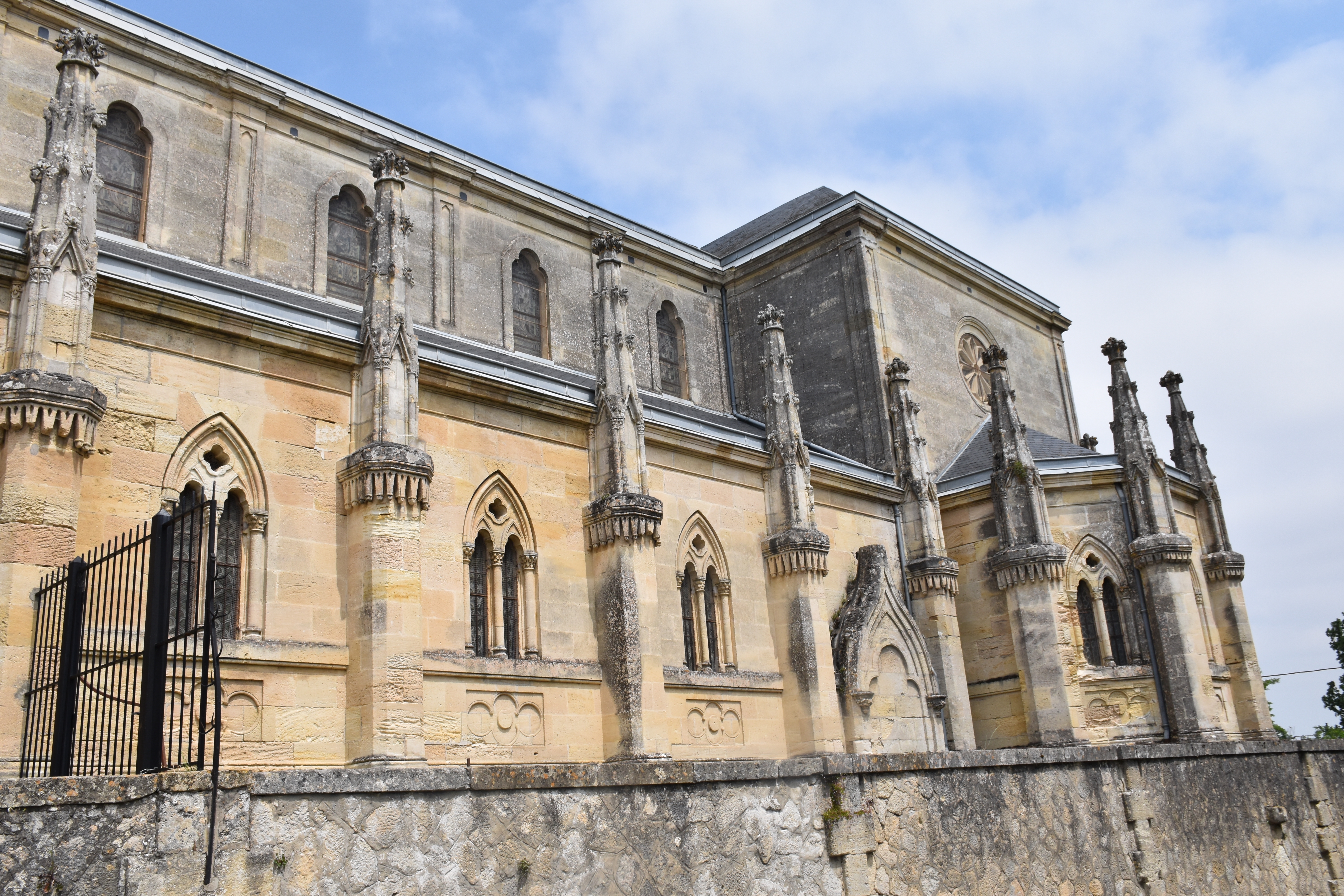
Vue du côté sud.
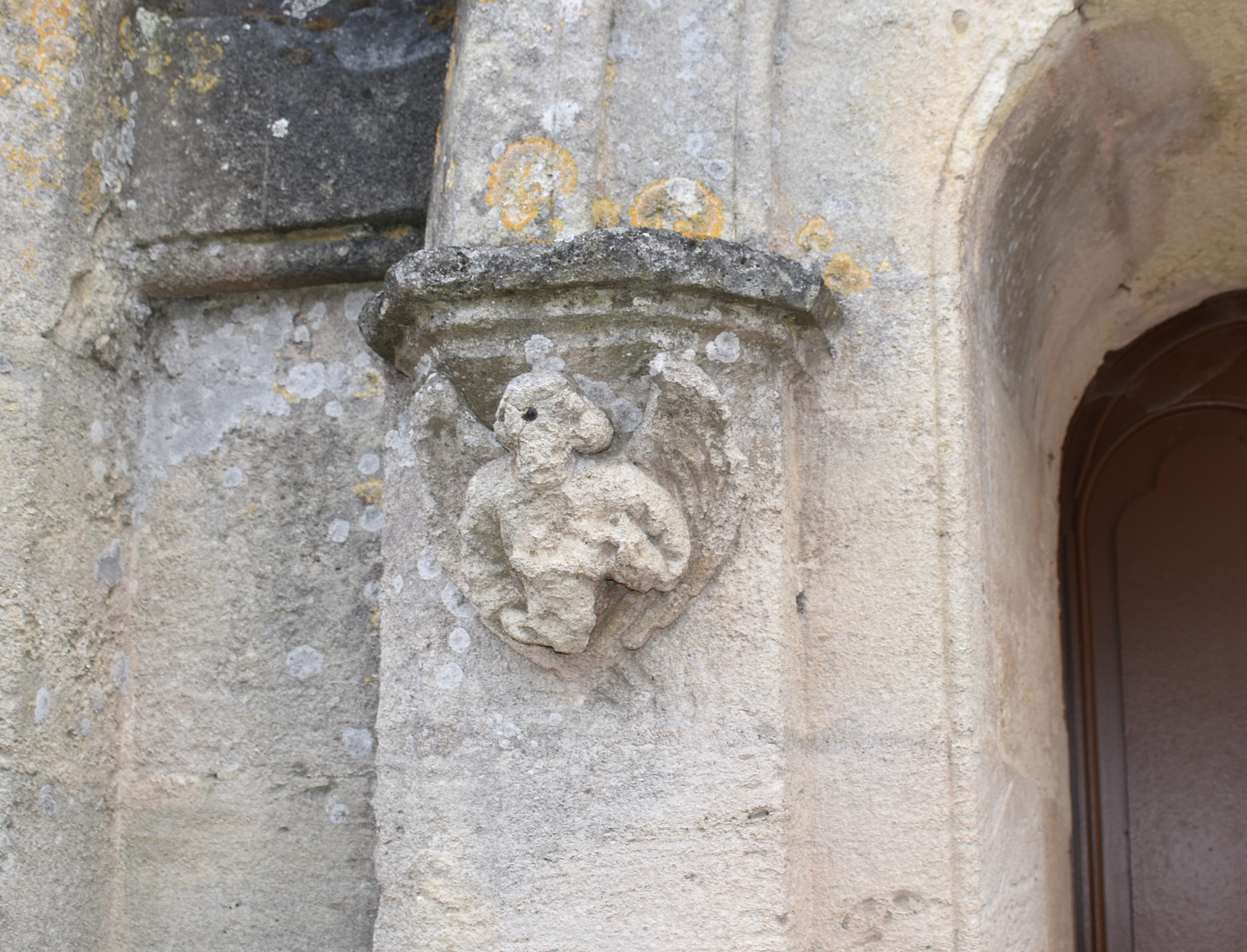
Sculpture: un ange.

Le port de Saint-Julien et le port de Beychevelle

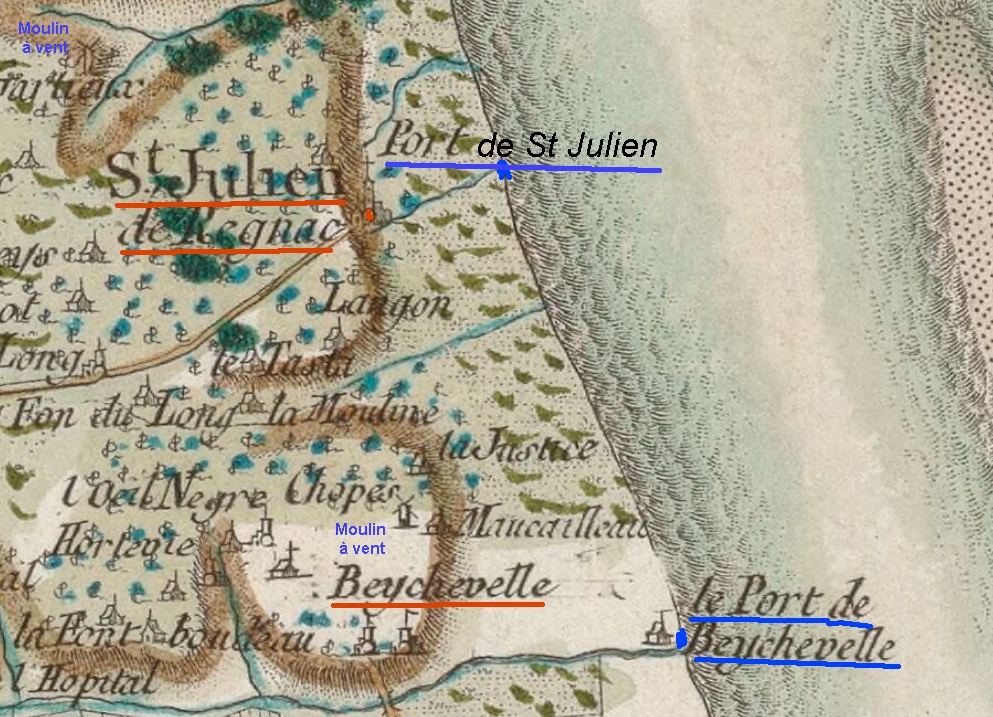
Le port de Saint-Julien et celui de Beychevelle figurent sur la carte de Cassini, vers 1750.
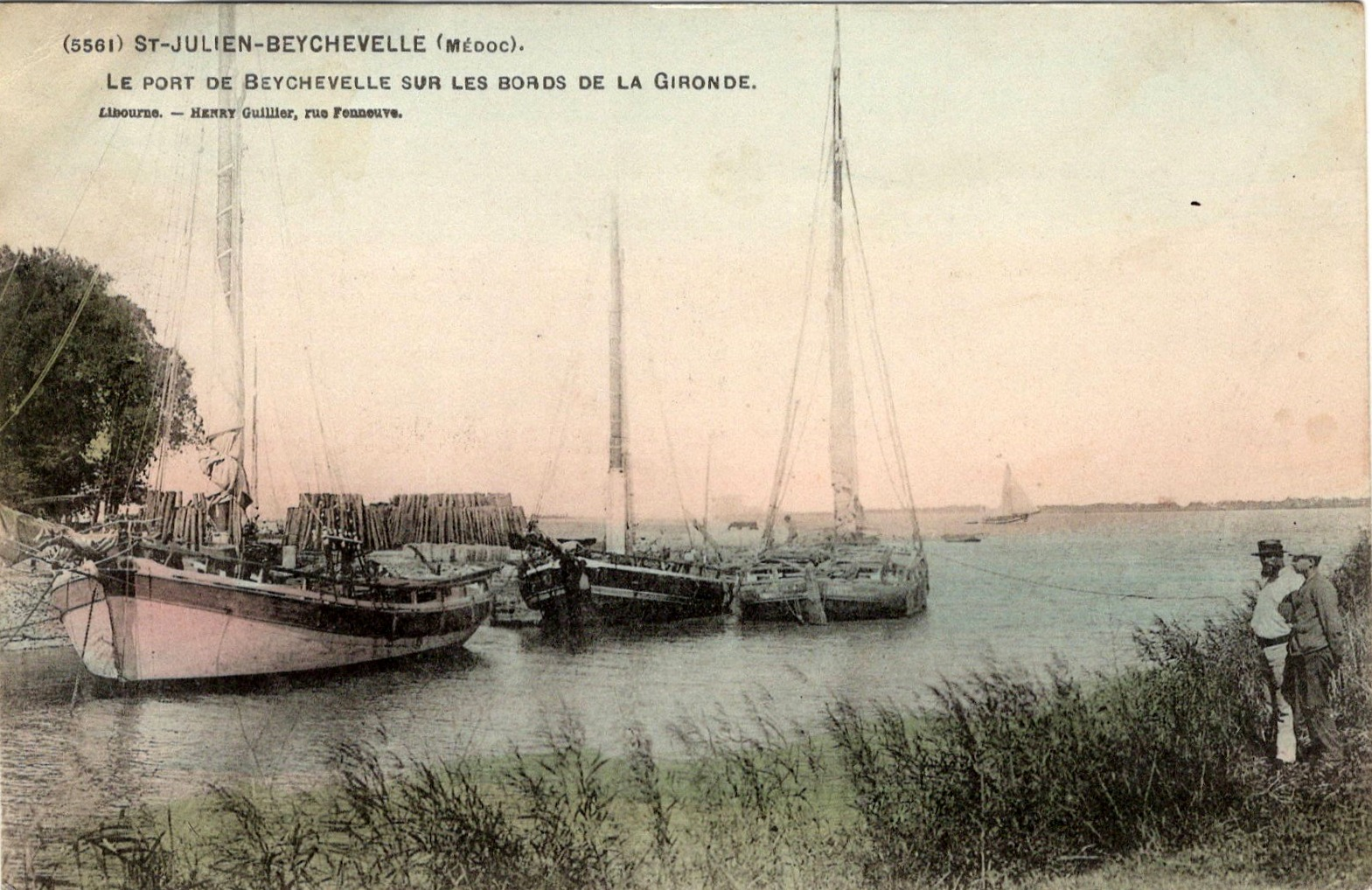
Gabares dans le port de Beychevelle vers 1910.
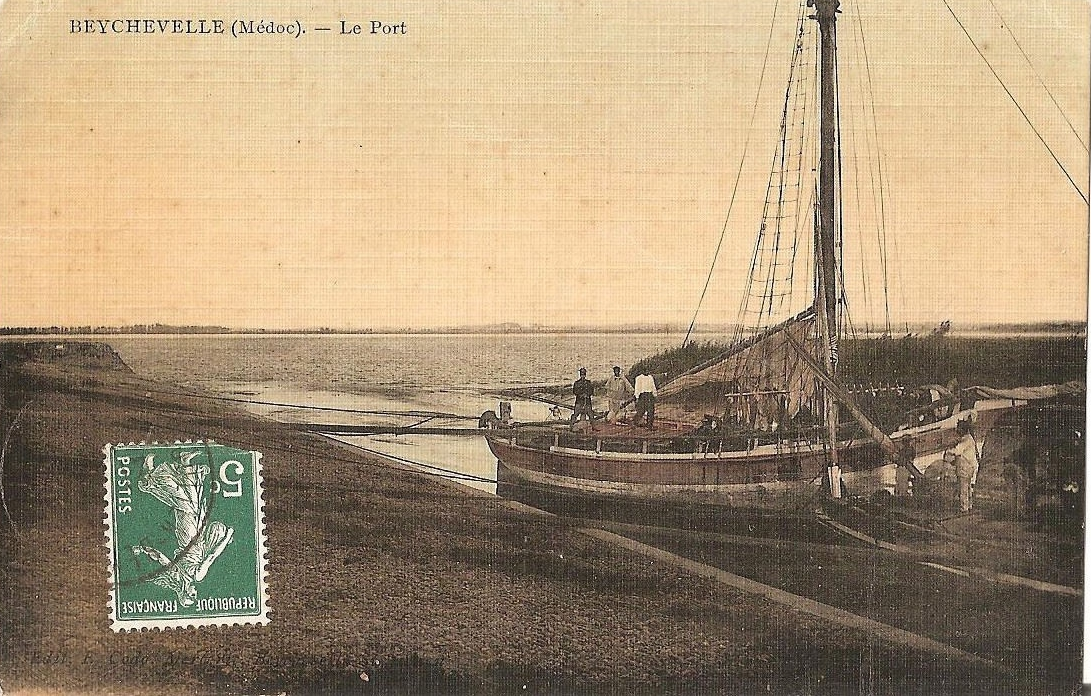
Carte postale- Le port de Beychevelle vers 1910.
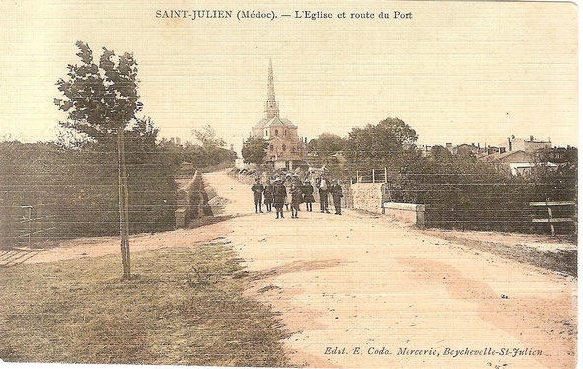
La route du port de Saint-Julien vers 1910.
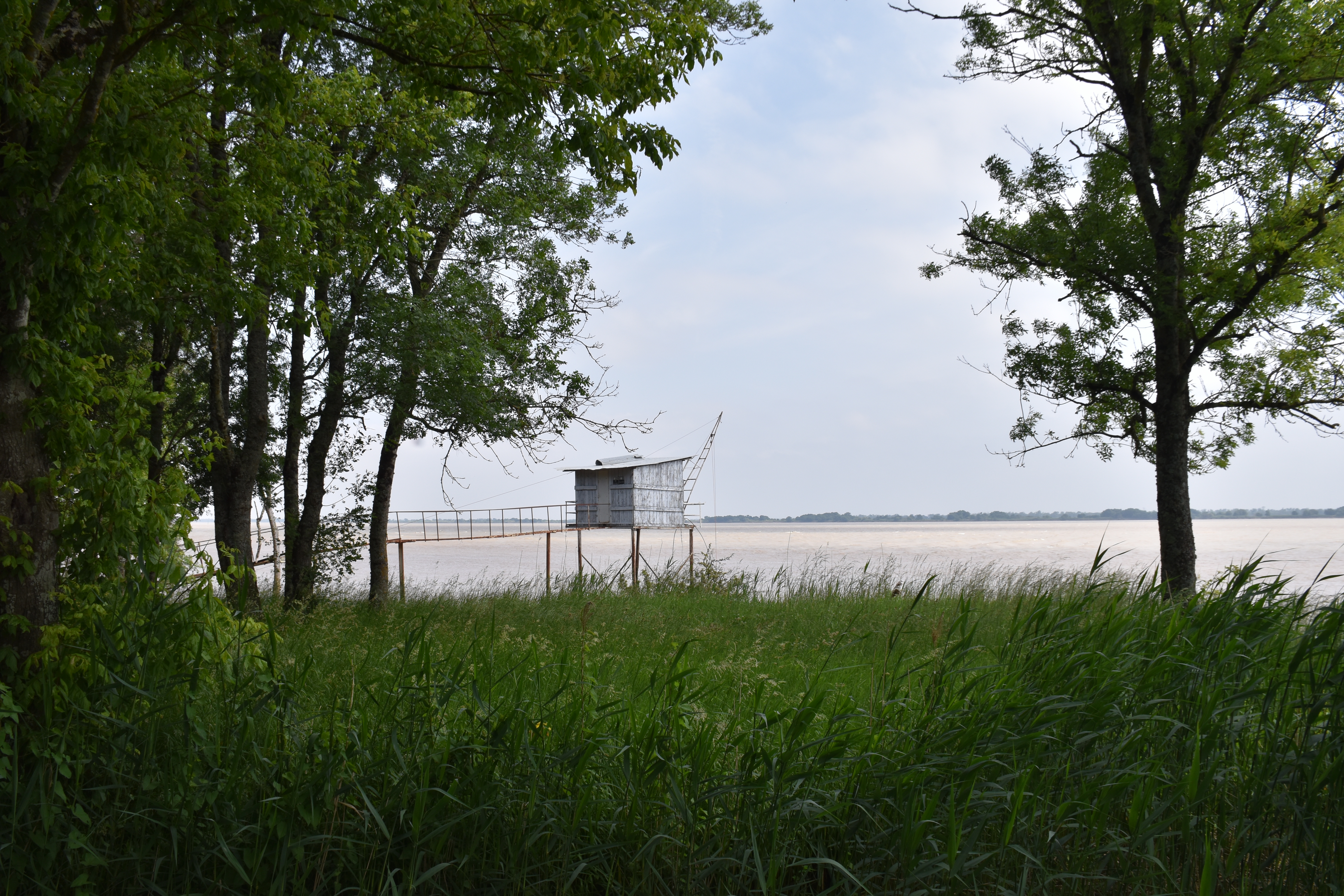
Carrelet dans le port de Saint-Julien en 2023.
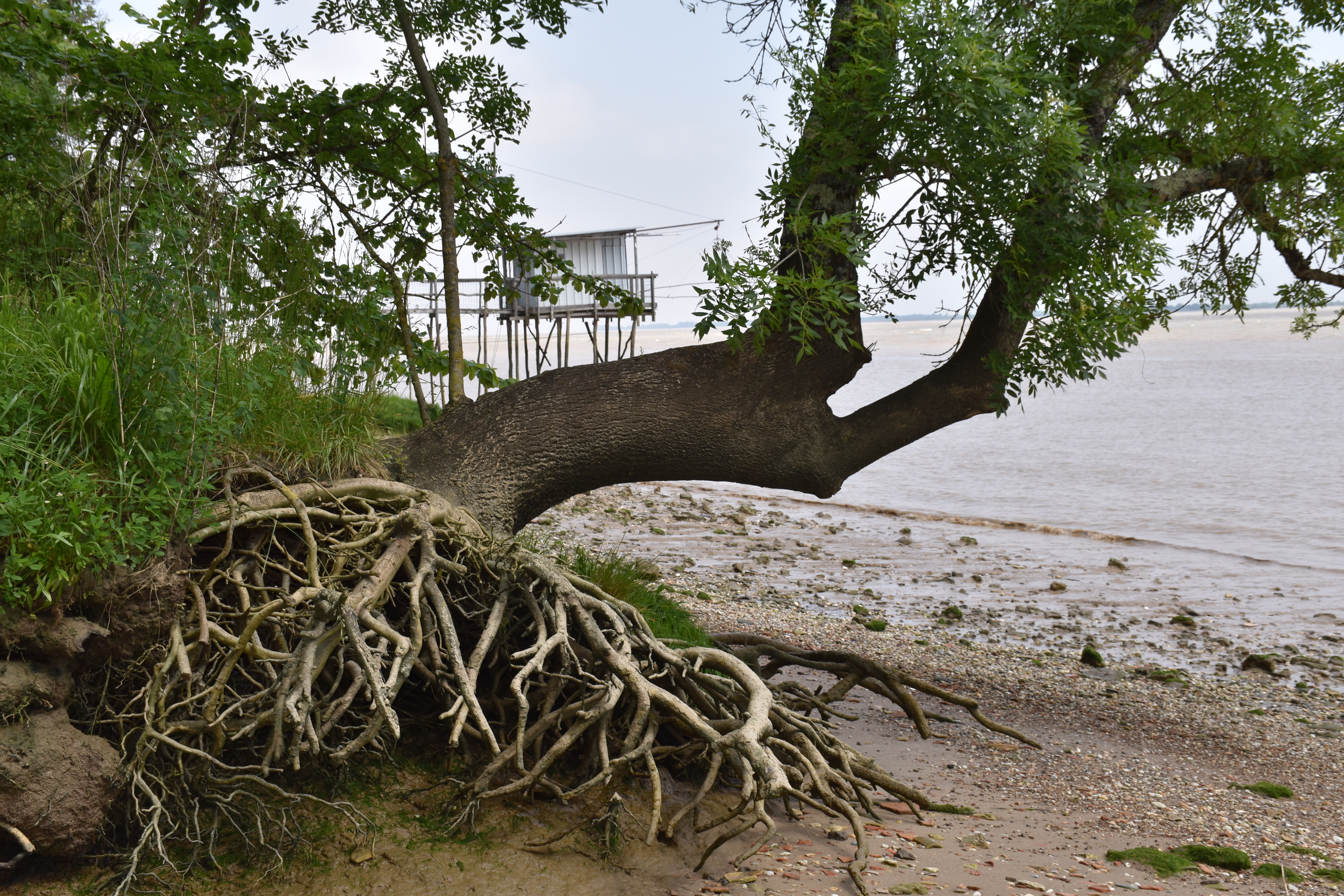
Erosion des berges de la Dordogne dans le port de Saint-Julien.
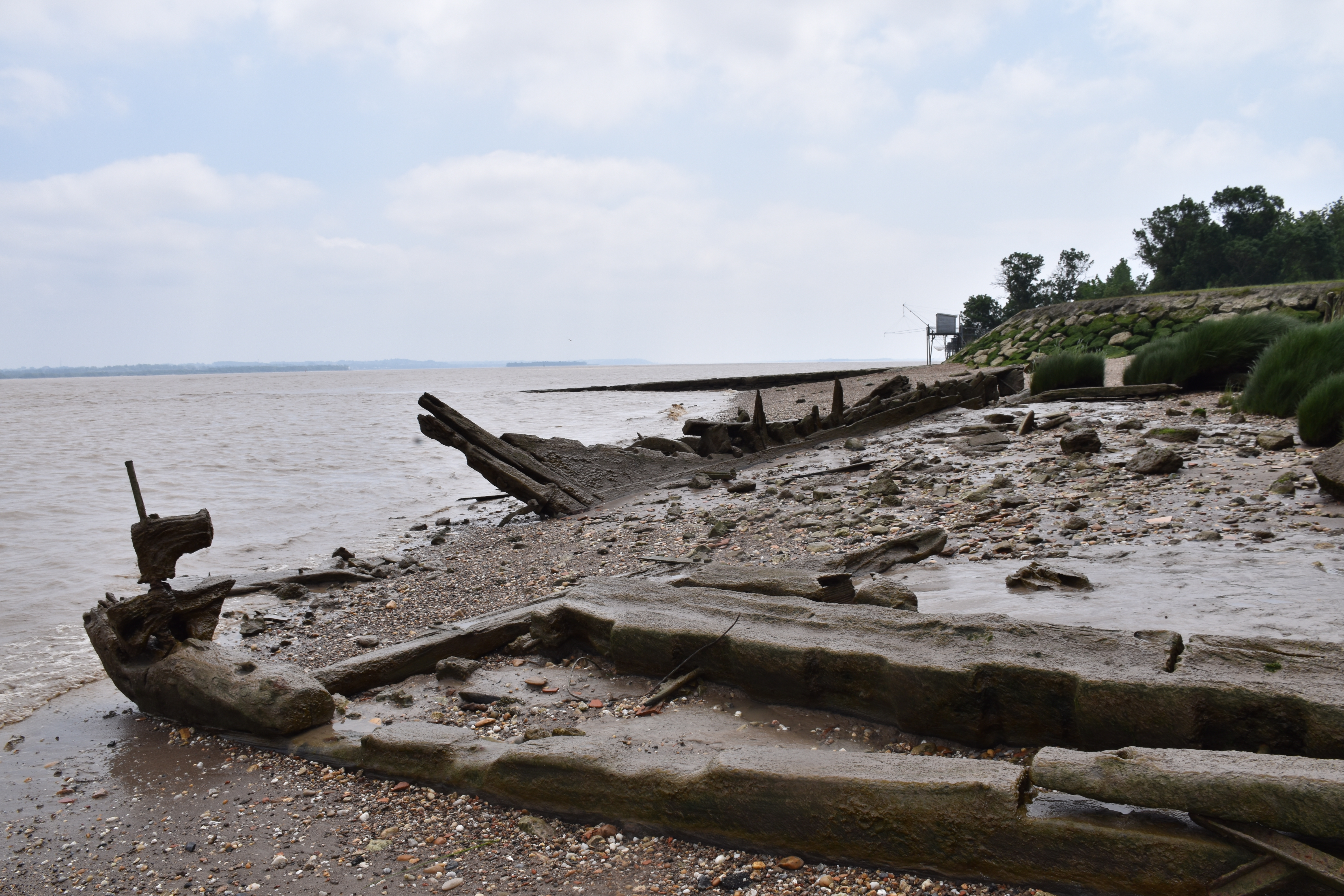
Epave de gabare dans le port de Saint-Julien en mai 2023.
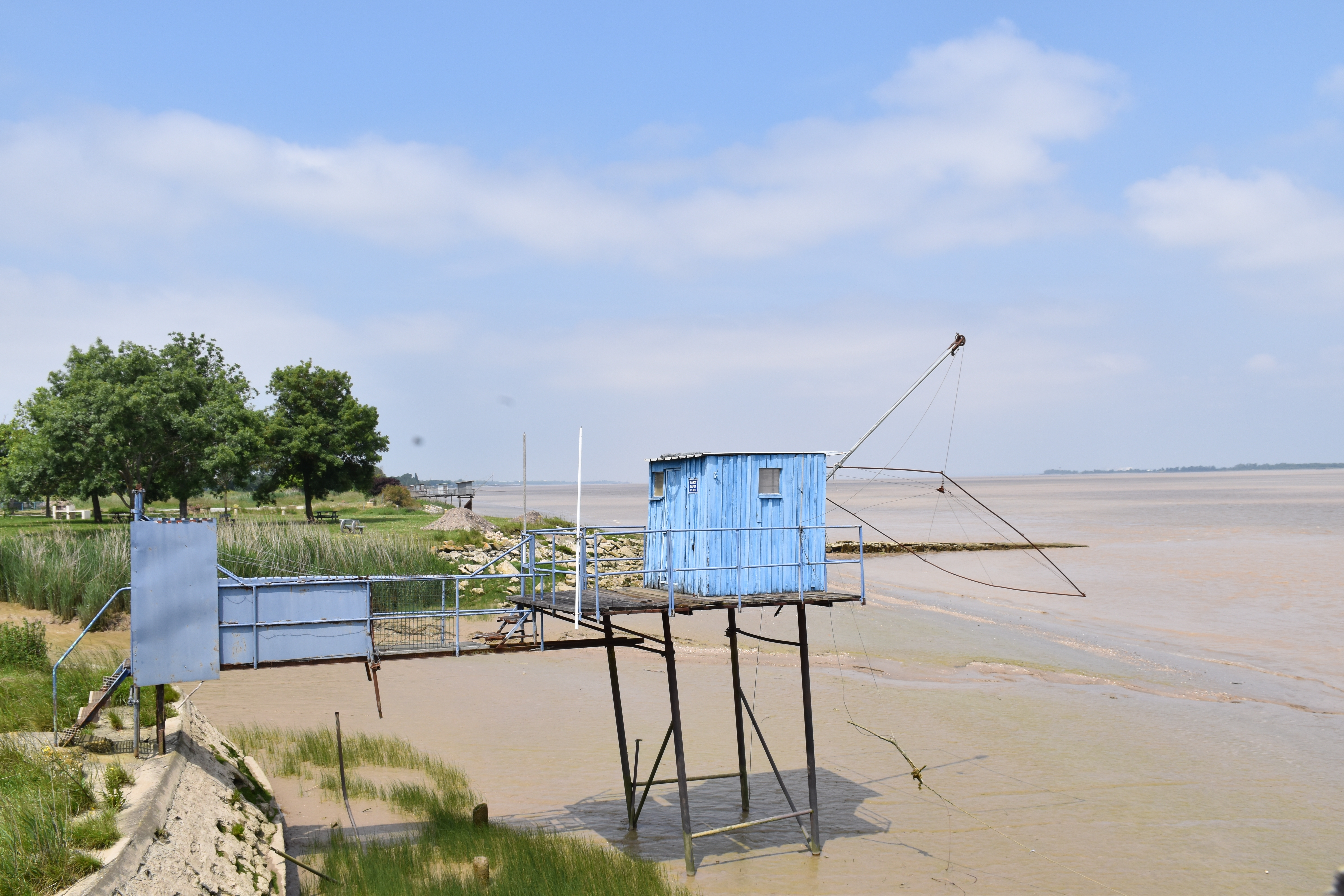
Vue du port de Beycherelle en 2023.

Le port de Saint-Julien et celui de Beychevelle figurent sur la carte de Cassini, vers 1750.

Le port de Saint-Julien est situé à 500 m du centre du bourg sur les bords de la Dordogne, quelques carrelets y sont installés. Seule l'épave d'une gabare témoigne de l'intense activité de ce port jusque dans les années 1950.

Le port de Beychevelle est situé à 1 km du village sur le chenal nord. Des quais en pierre et une jetée montrent l'importance qu'avait ce port pour le transport du vin vers le port de Bordeaux (voir les cartes postales).

- Château de Ducru-Beaucaillou, domaine viticole.
- L'île fluviale Vasard de Beychevelle.

### Personnalités liées à la commune
- Jean-Louis Triaud, président du club de football des Girondins de Bordeaux, viticulteur dans la commune
- Léon Sevaistre (1840-1909), homme politique français décédé dans la commune
- Armand Achille-Fould (1890-1969), homme politique français décédé dans la commune

### Héraldique
| Blason de Saint-Julien-Beychevelle | Blason  | Coupé, au premier de gueules à trois léopards d'or posés en pal, au deuxième d'azur au bateau de deux mâts d'or, les voiles d'argent baissées à moitié, voguant sur une mer du champ chargée d'un croissant d'argent ; le tout enfermé dans une filière d'or. |
| Blason de Saint-Julien-Beychevelle | Détails | Blason officiel présent sur le site de la commune |